# 信天翁号布雷巡洋舰
信天翁号布雷巡洋舰是德意志帝国海军于20世纪初建造一艘布雷巡洋舰，为鹦鹉螺级的第二个成员暨末舰。它由不来梅的威悉船厂承建，自1907年5月动工、同年10月下水，至1908年5月交付使用。其武器装备由八门88毫米炮和288枚水雷组成。
信天翁号在和平时期的服役生涯包括跟随公海舰队进行训练演习和作为水雷战的训练舰运用。1914年7月第一次世界大战爆发后，它在北海布设了若干防御及攻击性雷区。1915年，该舰被派往波罗的海，并展开了一系列的行动，以封锁俄国海军在波罗的海东部的活动。这些行动在7月2日的奥兰群岛海战中达到高潮，当信天翁号和小巡洋舰奥格斯堡号在奥兰群岛附近布下雷区时，遭到一队俄国装甲巡洋舰的突袭。信天翁号在战斗中严重受损，被迫在中立国瑞典的哥特兰岛附近搁滩。当月晚些时候，该舰被瑞典人重新浮起，并连同其船员一起被关押在当地直至到战争结束。1919年1月，信天翁号被送回德国，并作废品出售，最终在汉堡被拆解。

## 设计

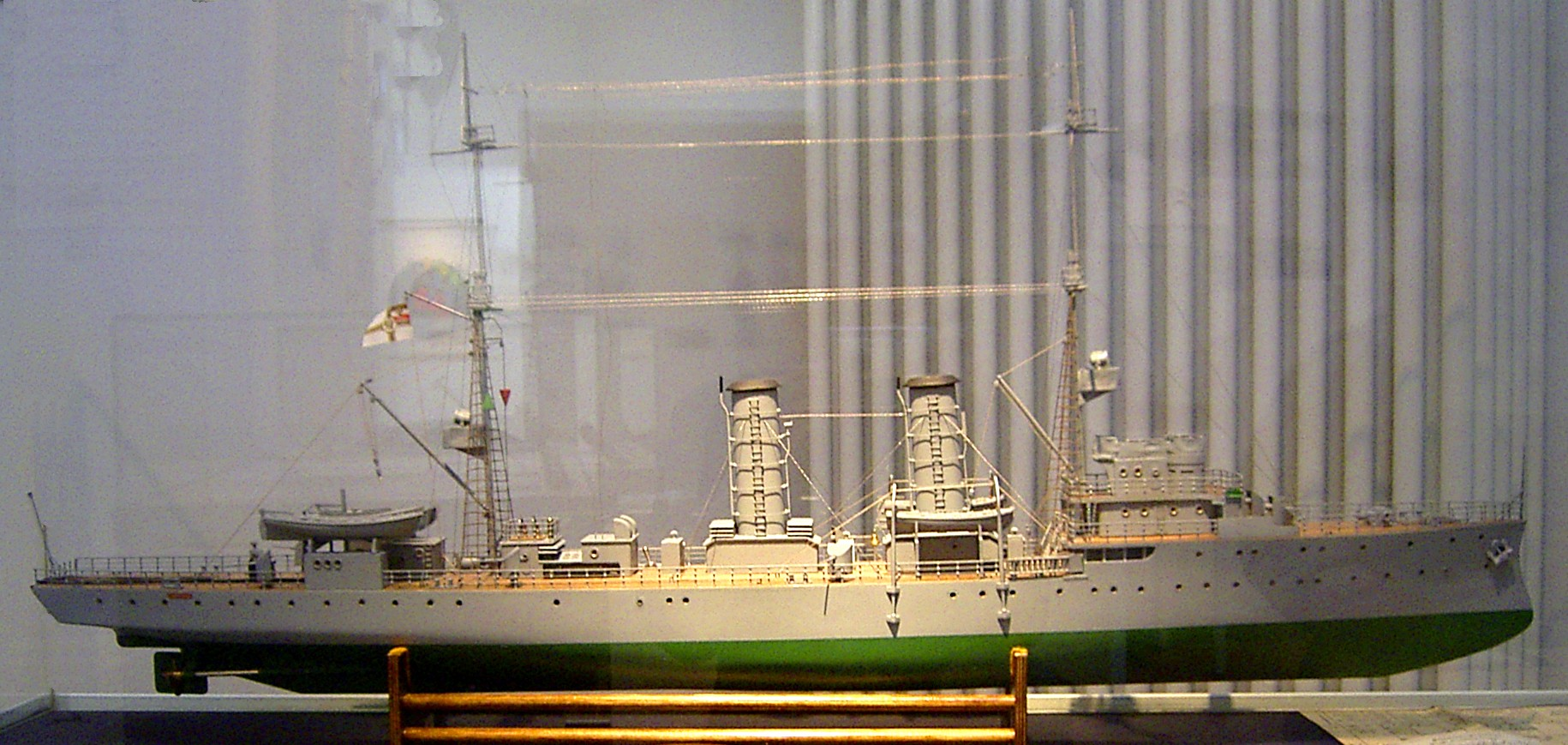
陈列于威廉港内的信天翁号模型

信天翁号全长100.9米，有11.5米的舷宽和平均为4.4米吃水深度。其标准排水量为2208吨、满载时则可达2506吨。船体采用横向和纵向钢框架构造，设有九个水密舱室和一个占龙骨长度比重为60%的双层船底。舰只的标准船员编制为10名军官和191名水兵。
信天翁号的推进装置由两台三缸三胀式蒸汽机组成，各负责驱动一副直径为3.20米的四叶螺旋桨，蒸汽则由四台燃煤船用式锅炉提供。发动机的额定功率为6,600匹指示馬力（4,900千瓦特），最高航速20節（37每小時）；但信天翁号在速度试验中略微超过了这一数值，达到20.2節（37.4每小時）。舰只的设计载煤量为200吨，但通过利用辅助贮存空间可贮存多达490吨。由此，它可以9節（17每小時）的巡航速度连续行驶3,530海里（6,540）。
舰只的主舰炮为八门单座安装的88毫米35倍径速射炮。其中两门并排放置在艏楼，四门置于舰舯的舰艛上、每边舷侧各两门，最后两门则并排安装在舰艉。它可携带288枚水雷。

## 服役历史
信天翁号由不来梅的威悉船厂承建；其龙骨是以“B号水雷蒸汽船”（Minen Dampfer B）的名义自1907年5月24日开始铺设，而完整的船体则于五个月后的10月23日被命名为“信天翁”号正式下水。舾装工作完成后，该舰于1908年5月19日投入海试，并持续至7月25日。在这年剩下的时间里，它一直待在扫雷部队，因老旧的扫雷舰鹈鹕号正在进行大修。信天翁号跟随该部队参加了8－9月举行的年度舰队演习。10月26日，它成为一艘水雷战训练舰，驻扎在库克斯港。第二年的训练进程也遵循了类似的模式。
1910年，信天翁号驶入基尔帝国船厂的旱坞接受现代化改造，其中包括将包括将水雷弹射装置移到上层甲板。这项工程一直持续至1911年。重新入役后，该舰恢复了其在水雷训练学校中的职责。同一年，信天翁号不慎与汉萨航运的轮船瓦尔特堡号发生碰撞，造成船体损坏，需要花三周时间完成修理。从8月底到9月底，该舰在波罗的海活动。对于信天翁号而言，1912年、1913年以及1914年的上半年都大抵平安无事地度过，就像其服役的头三年一样。

### 第一次世界大战
1914年7月第一次世界大战爆发后，信天翁号被列为岸防布雷巡洋舰。它被临时派往波罗的海布设防御雷区，以抵御俄国波罗的海舰队可能发动的袭击。8月底，信天翁号又伙同其姊妹舰鹦鹉螺号一起被派去英格兰的亨伯河和泰恩河附近布设雷区。两艘布雷舰独立行动，各受一艘小巡洋舰和半支驱逐舰编队掩护。其中信天翁号的僚舰为斯图加特号，它们于8月25日清晨从黑尔戈兰出发。抵达后，信天翁号布设了一个长度为11海里（20）的雷区，尽管遭遇大雾天气，它仍顺利将水雷布设在预定地点的西北部。在返程途中，德国舰群还击沉了6艘英国渔船。
1915年6月，信天翁号被调往波罗的海，随同的还有辅助布雷艇德国号。时任波罗的海侦察部队总司令（Aufklärungsstreitkräfte der Ostsee）的海军少将阿尔贝特·霍普曼意欲布设一系列进攻性雷区，以防止波罗的海舰队出动攻击德国港口。信天翁号于6月20日进行了代号为“V”的第一次布雷行动。它在大巡洋舰罗恩号、海因里希亲王号和阿达尔贝特亲王号以及小巡洋舰奥格斯堡号和吕贝克号的护航下，前往伯格斯凯尔附近布下了雷区。行动完成后，这些舰只于6月22日返回诺伊法瓦泽。三天后，满载着350枚水雷的信天翁号又与阿达尔贝特亲王号、海因里希亲王号和忒提斯号一同出击，在“VI”号行动中布设另一个雷区。它们由来自第十区舰队的八艘鱼雷艇负责掩护。这些船只于6月26日23:00完成任务并返回诺伊法瓦泽。

#### 奥兰群岛海战
代号为“VII”的下一波行动于6月30日夜间展开，当时信天翁号、罗恩号和五艘鱼雷艇从维斯瓦河出发；而海军准将约翰内斯·冯·卡普夫的旗舰吕贝克号、奥格斯堡号和另外两艘鱼雷艇则于翌日清晨与它们会合。信天翁号在伯格斯凯尔附近布下了一个雷区。同日晚些时候，罗恩号、吕贝克号和两艘鱼雷艇脱离区舰队，以守卫德国雷区之间的通道，而信天翁号和其余舰艇继续向北前往伯格斯凯尔。这天傍晚，信天翁号再布下160枚水雷，继而和奥格斯堡号返回南方，与罗恩号和吕贝克会合。卡普夫随后通过无线电向基地报告了他的位置、速度和方位。这条信息被俄国人截获并解密；巧合的是，俄国舰队正计划第二天对梅梅尔发动炮击，几艘巡洋舰已于7月1日出海。

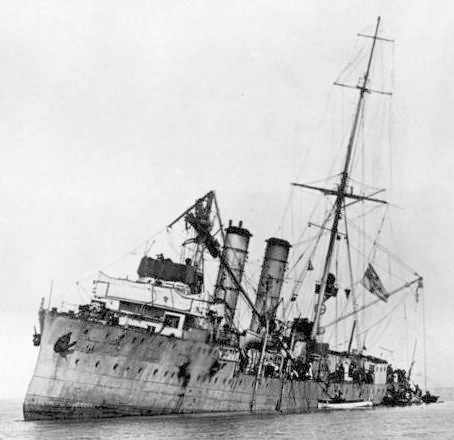
信天翁号在海战后搁滩

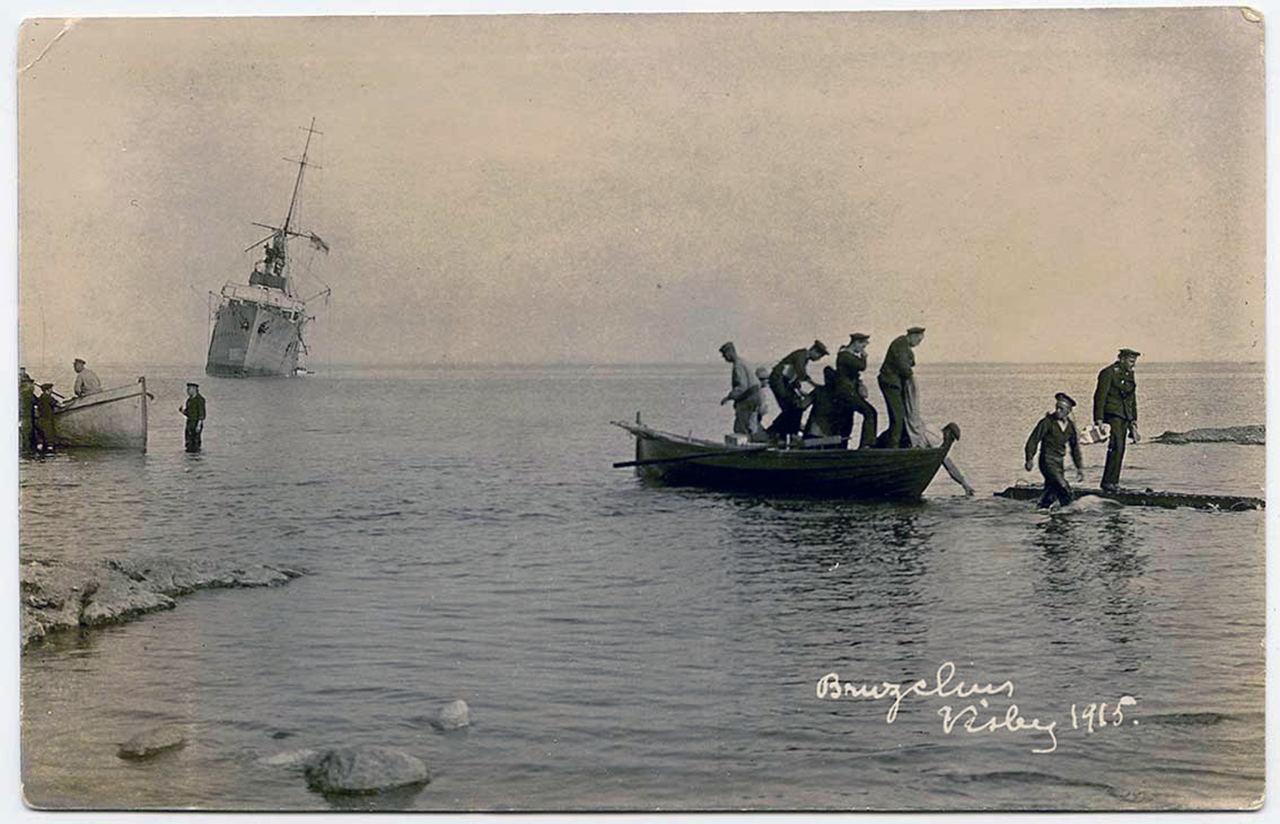
信天翁号的幸存者

四艘俄国巡洋舰在强大的装甲巡洋舰留里克号的支援下，于收到截获的情报后试图伏击德国舰群。卡普夫在遇到俄国人前不久便分散了他的部队；其中信天翁号、奥格斯堡号和三艘鱼雷艇驶向利克斯赫夫特，其余的则驶往利鲍。7月2日06:30刚过，奥格斯堡号的瞭望哨发现了俄军；卡普夫遂命令航速较慢的信天翁号在中立的瑞典水域寻求避难，而奥格斯堡号和鱼雷艇则利用它们的高航速逃离，并试图召回罗恩号和吕贝克号。俄国巡洋舰转向左舷以校准炮台，并在8000米的距离内开火；其中博加特耶尔号和奥列格号负责迎击信天翁号。浓雾遮蔽了俄国舰只对德国炮手的攻击，使后者无法进行有效的火力还击。
卡普夫下令行动迟缓的信天翁号驶往中立的瑞典水域，理论上它在那里可以免受俄国人的攻击，而他本人则试图率奥格斯堡号向南逃跑。很快，全部四艘俄国巡洋舰都转向信天翁号开火，使奥格斯堡号和鱼雷艇得以顺利逃脱。在07:20，信天翁号遭到首次命中。随着距离的缩短，俄国舰只已经足够接近至信天翁号可以用88毫米炮进行还击的射程，但此时俄军的炮火已经开始造成其伤亡。信天翁号的艏楼被打得千疮百孔，前桅遭击倒，司令塔被毁，塔内官兵全数阵亡。07:45，该舰进入瑞典领海，但俄国人仍持续射击了二十分钟，直到08:07，当信天翁号到达厄斯特冈海峡时才停火。此时，该舰已经严重损毁，并严重向左舷倾斜。由于担心舰只倾覆，信天翁号的舰长遂下令搁滩。
在战斗过程中，奥格斯堡号也被六枚200毫米炮和二十枚150毫米炮击中，造成1名军官和26名水兵阵亡。作为回应，该舰则对巴扬号取得一次命中，炮弹碎片击伤了一门75毫米炮，并导致1人负伤。霍普曼曾考虑派遣一艘鱼雷艇将信天翁号救出，但由于该地区俄国舰艇的威胁，他放弃了这个方案。相反，他亲率阿达尔贝特亲王号和海因里希亲王号共同出击，打算驰援卡普夫的舰群，然后去营救信天翁号。但在去程途中，英国潜艇E9号以鱼雷袭击了阿达尔贝特亲王号，造成后者严重受损，迫使霍普曼中断了是次行动。由于无法自行脱困，也没有救援行动的到来，信天翁号只得被瑞典当局扣押直至战争结束。
在阵亡将士中，有26名德国水兵被埋葬在厄斯特冈教堂东侧的万人冢内。1名船员落水，已无法找到。在被转运至鲁马途中死亡的2名船员则被安葬在比约克公墓。幸存的德国船员先是被拘留在鲁马，然后换监至托夫塔的布洛赫尔。瑞典打捞公司尼普顿（Neptun）将信天翁号重新浮起，并将其拖到福勒松德，然后前往奧斯卡港。在战争余下的时间里，信天翁号都被扣押在当地。1919年1月，瑞典人将信天翁号及其船员送回基尔；在那里，该舰于1月23日退役。同年3月21日，它正式从海军名录中除籍，随后以900,000马克的价格出售，并在汉堡拆解报废。